# لوله رحم
لوله رحم یا لوله فالوپ (به انگلیسی: Fallopian tube) بخشی از دستگاه تناسلی زنانه است. این عضو دو لوله ساده است که در دو طرف انتهای فوقانی رحم قرار دارند. انتهای این لوله از طرف تخمدان باز است.
تخمک پس از تخمک‌گذاری و خروج از تخمدان از طریق لوله‌های فالوپ وارد رحم می‌شود لذا بستن اختیاری این لوله با جراحی توبکتومی (T.L) یا چسبندگی آن به دلایل پاتولوژیک موجب ناباروری می‌شود.
برای اطلاع از وضعیت رحم و لوله رحم خود پس از مشورت با پزشک از طریق آزمایش از چسبندگی و عدم چسبندگی لوله رحم خود مطلع شوید. یکی از آزمایش‌هایی که چسبندگی و عدم چسبندگی لوله رحم را نمایش می‌دهد، عکس رنگی از رحم است.

## نگارخانه

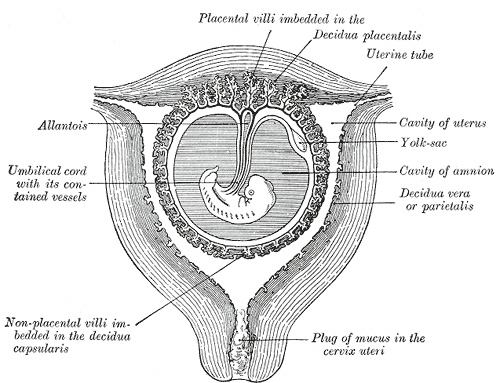
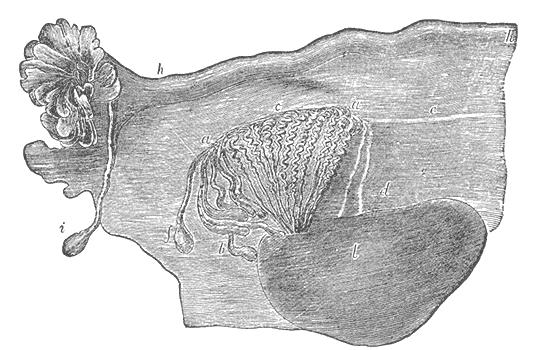
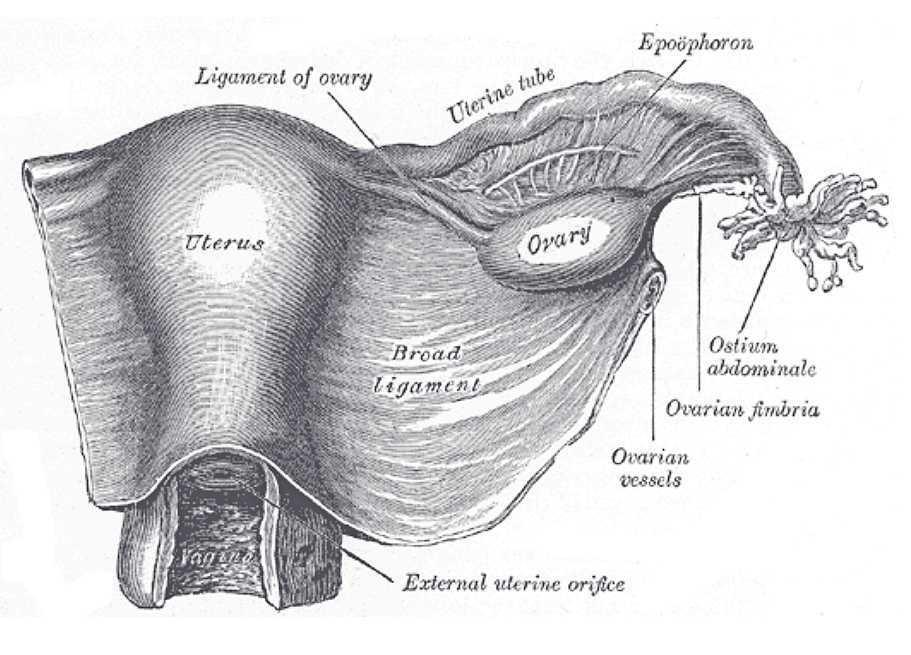
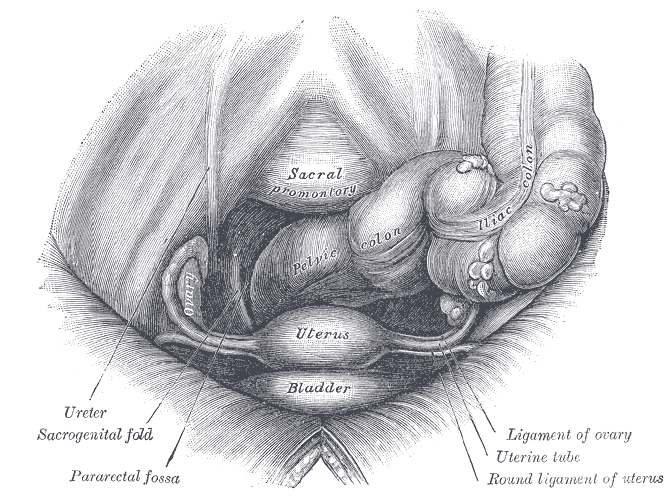
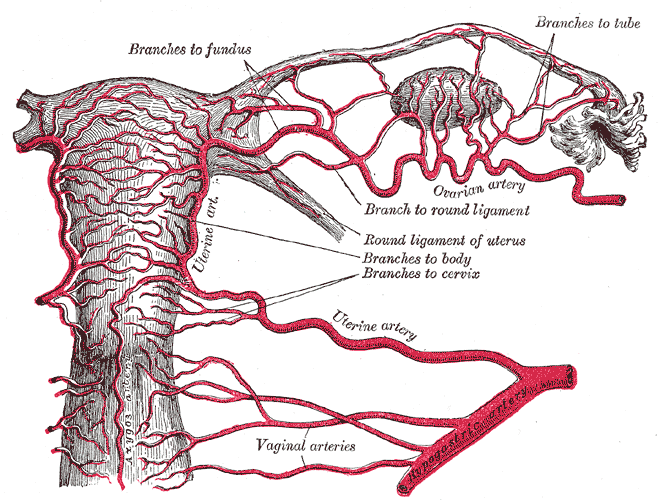
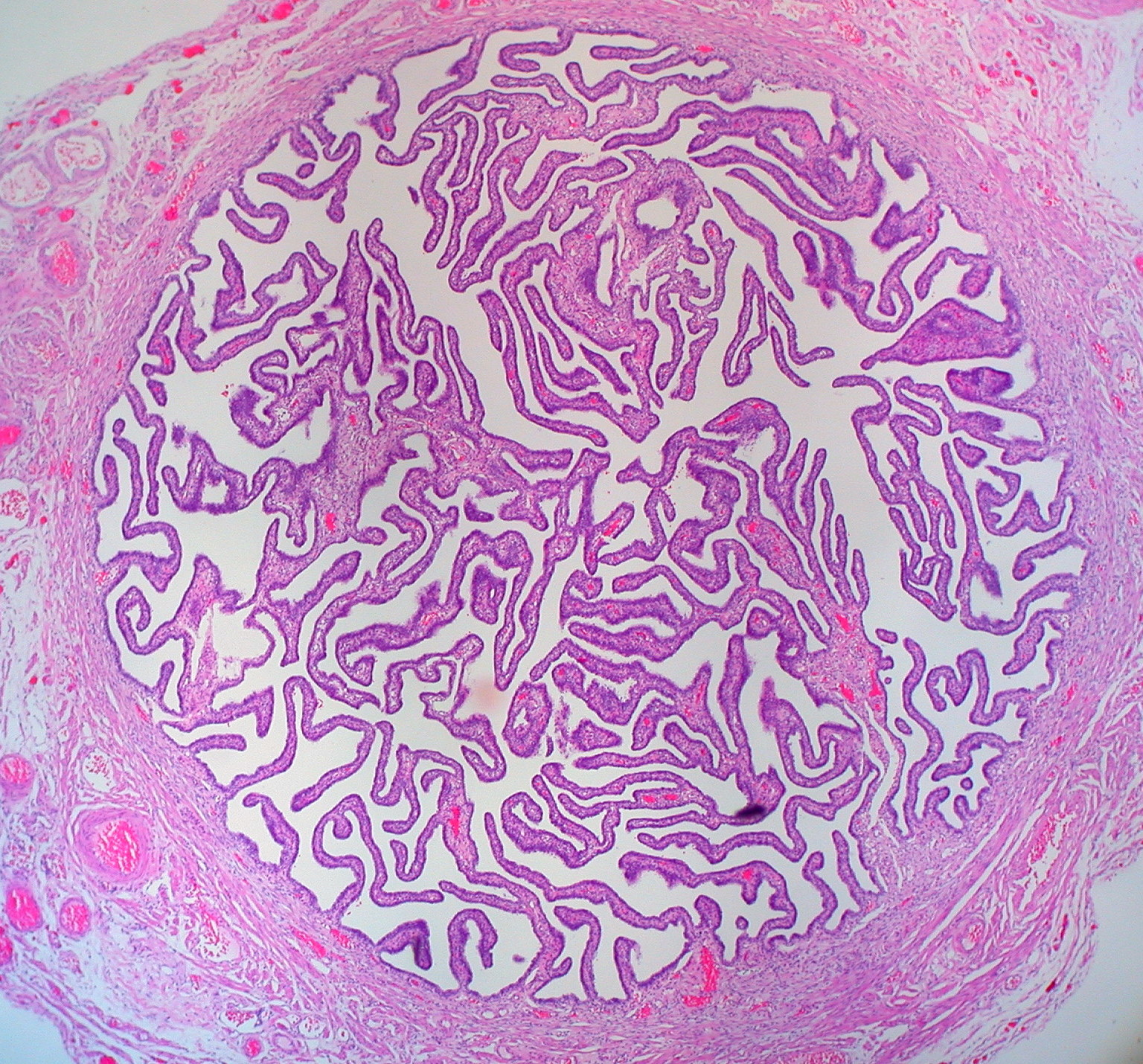